# آنجلا دیمیتریو
آنجلیکی کیورتساکی (یونانی: Αγγελική Κιουρτσάκη؛ متولد ۱۸ اوت ۱۹۵۴) معروف به آنجلا دیمیتریو (یونانی: Άντζελα Δημητρίου، تلفظ [ˈandzela ðimiˈtri.u])، خواننده یونانی است.
او همچنین در کشورهای عربی در سراسر خاورمیانه شهرت دارد. او با عمرو دیاب خواننده مصری آهنگی به نام «آنا بهبک اکتار» ساخته‌است. او اغلب به دلیل تحصیلات پایین و شیوه بیان کلامی کمیک مورد انتقاد قرار می‌گیرد. در ۱۴ مارس ۲۰۱۰، تلویزیون آلفا، دیمیتریو را نهمین هنرمند زن برتر در دوره آواشناسی یونان (از سال ۱۹۶۰) رتبه‌بندی کرد.